# Angstrem
Angstrem (simbol Å) je jedinica duljine. Imenovana je po švedskom fizičaru Andersu Jonasu Ångströmu, jednom od osnivača spektroskopije.
Jedan angstrem iznosi 10–10 metara (0,1 nanometara).
Angstrem ne spada među SI jedinice, stoga mu se upotreba ne preporučuje. U prošlosti se upotrebljavao za izražavanje veličine atoma, duljine kemijskih veza i valnih duljina svjetla i ultraljubičastog zračenja.